# Liga 1 2024-2025 (calcio Moldavia)
La Liga 1 2024-2025 è stata la 34ª edizione della seconda serie del campionato moldavo di calcio. La stagione è iniziata il 9 agosto 2024 ed è terminata il 10 maggio 2025.

## Stagione

### Novità
Al termine della stagione 2023-2024 sono retrocesse in Liga 2 Real Succes e Dinamo-Auto. Sono state ammesse in Super Liga il Florești e lo Spartanii Sportul. Sono salite dalla Liga 2 Stăuceni e Vulturii Cutezători.
Dalla Super Liga non vi è stata alcuna retrocessione.

### Formula
Le dodici squadre si affrontano in due fasi di campionato.
Nella prima fase le dodici squadre vengono suddivise in due gironi da sei squadre ciascuno, affrontandosi tre volte, per un totale di quindici giornate. Le prime due classificate di tali gironi accedono alla Gruppo 1 della Seconda Fase, al quale prendono parte anche le ultime due classificate della prima fase della Super Liga 2024-2025. La prima classificata del Gruppo 1, si qualifica alla Super Liga 2024-2025, le restanti cinque squadre accedono ai play-off.
Le formazioni che nella prima fase si sono piazzate tra il terzo e il sesto posto nel proprio girone, accedono al Gruppo 2 della Seconda Fase. Le ultime due classificate di tale fase, retrocedono in Liga 2, le restanti accedono ai play-off.
I play-off si disputano in gara unica in casa della formazione meglio piazzata. La vittoria dei play-off non consente l'automatica partecipazione alla Super Liga, poiché è la Federcalcio moldava ad assegnare la Licenza Nazionale (valida per la partecipazione alla Super Liga) in base ai criteri economici e strutturali delle società di Liga 1. In caso di rilascio di Licenza Nazionale a più di un club, la formazione col miglior cammino nell'arco dei play-off ottiene il diritto di partecipare alla Super Liga 2024-2025.

## Prima fase

### Gruppo A

#### Classifica finale
|  | Pos. | Squadra             | Pt | G  | V  | N | P  | GF | GS | DR  |
|  | ---- | ------------------- | -- | -- | -- | - | -- | -- | -- | --- |
|  | 1.   | Sheriff Tiraspol B  | 43 | 15 | 14 | 1 | 0  | 43 | 8  | +35 |
|  | 2.   | Saksan              | 28 | 15 | 8  | 4 | 3  | 31 | 18 | +13 |
|  | 3.   | Fălești             | 21 | 15 | 7  | 0 | 8  | 21 | 31 | -10 |
|  | 4.   | Univer Comrat       | 15 | 15 | 4  | 3 | 8  | 21 | 27 | -6  |
|  | 5.   | Speranis Nisporeni  | 12 | 15 | 3  | 3 | 9  | 17 | 22 | -5  |
|  | 6.   | Vulturii Cutezători | 10 | 15 | 3  | 1 | 11 | 19 | 46 | -27 |

Legenda:
      Ammesse al Gruppo 1 della Seconda Fase
      Ammesse al Gruppo 2 della Seconda Fase
Note:
Tre punti a vittoria, uno a pareggio, zero a sconfitta.

#### Risultati
Partite (1-10)
|                     | Făl  | Sak  | She  | Spe  | Uni  | Vul  |
| ------------------- | ---- | ---- | ---- | ---- | ---- | ---- |
| Fălești             | –––– | 0-2  | 0-3  | 3-0  | 3-1  | 3-2  |
| Saksan              | 0-2  | –––– | 1-2  | 2-1  | 1-1  | 4-0  |
| Sheriff Tiraspol B  | 2-0  | 5-2  | –––– | 1-0  | 2-1  | 9-1  |
| Speranis Nisporeni  | 1-2  | 1-1  | 1-2  | –––– | 3-0  | 4-0  |
| Univer Comrat       | 2-0  | 2-2  | 0-1  | 1-1  | –––– | 3-1  |
| Vulturii Cutezători | 3-4  | 1-5  | 1-4  | 0-1  | 2-1  | –––– |

Partite (11-15)
|                     | Făl  | Sak  | She  | Spe  | Uni  | Vul  |
| ------------------- | ---- | ---- | ---- | ---- | ---- | ---- |
| Fălești             | –––– | –––– | 0-3  | –––– | –––– | 1-4  |
| Saksan              | 4-0  | –––– | –––– | –––– | 2-1  | 2-0  |
| Sheriff Tiraspol B  | –––– | 1-1  | –––– | 2-0  | 4-0  | –––– |
| Speranis Nisporeni  | 2-3  | 1-2  | –––– | –––– | –––– | –––– |
| Univer Comrat       | 2-0  | –––– | –––– | 3-1  | –––– | –––– |
| Vulturii Cutezători | –––– | –––– | 0-2  | 0-0  | 4-3  | –––– |

### Gruppo B

#### Classifica finale
|  | Pos. | Squadra           | Pt | G  | V  | N | P  | GF | GS | DR  |
|  | ---- | ----------------- | -- | -- | -- | - | -- | -- | -- | --- |
|  | 1.   | Victoria Chișinău | 34 | 15 | 11 | 1 | 3  | 51 | 21 | +30 |
|  | 2.   | Stăuceni          | 26 | 15 | 8  | 2 | 5  | 35 | 20 | +10 |
|  | 3.   | FCM Ungheni       | 22 | 15 | 7  | 1 | 7  | 33 | 35 | -2  |
|  | 4.   | Iskra Rîbnița     | 20 | 15 | 6  | 2 | 7  | 26 | 33 | -7  |
|  | 5.   | Olimp Comrat      | 16 | 15 | 4  | 4 | 7  | 26 | 42 | -16 |
|  | 6.   | Speranța Drochia  | 11 | 15 | 3  | 2 | 10 | 27 | 42 | -15 |

Legenda:
      Ammesse al Gruppo 1 della Seconda Fase
      Ammesse al Gruppo 2 della Seconda Fase
Note:
Tre punti a vittoria, uno a pareggio, zero a sconfitta.

#### Risultati
Partite (1-10)
|                   | FCM  | Isk  | Oli  | Spe  | Stă  | Vic  |
| ----------------- | ---- | ---- | ---- | ---- | ---- | ---- |
| FCM Ungheni       | –––– | 4-3  | 1-3  | 2-1  | 4-2  | 3-4  |
| Iskra Rîbnița     | 1-1  | –––– | 3-1  | 0-5  | 2-0  | 1-3  |
| Olimp Comrat      | 0-3  | 1-0  | –––– | 1-1  | 2-2  | 0-4  |
| Speranța Drochia  | 1-0  | 1-3  | 1-2  | –––– | 4-2  | 1-4  |
| Stăuceni          | 2-4  | 3-1  | 6-2  | 2-0  | –––– | 0-3  |
| Victoria Chișinău | 3-2  | 8-3  | 4-0  | 4-1  | 0-1  | –––– |

Partite (11-15)
|                   | FCM  | Isk  | Oli  | Spe  | Stă  | Vic  |
| ----------------- | ---- | ---- | ---- | ---- | ---- | ---- |
| FCM Ungheni       | –––– | –––– | –––– | –––– | 0-4  | 2-3  |
| Iskra Rîbnița     | 2-3  | –––– | –––– | 3-1  | –––– | 1-0  |
| Olimp Comrat      | 4-1  | 1-2  | –––– | –––– | –––– | 2-2  |
| Speranța Drochia  | 2-3  | –––– | 6-6  | –––– | 0-2  | –––– |
| Stăuceni          | –––– | 1-1  | 6-1  | –––– | –––– | –––– |
| Victoria Chișinău | –––– | –––– | –––– | 8-2  | 1-2  | –––– |

## Seconda fase

### Gruppo 1

#### Classifica finale
|  | Pos. | Squadra           | Pt | G  | V | N | P  | GF | GS | DR  |
|  | ---- | ----------------- | -- | -- | - | - | -- | -- | -- | --- |
|  | 1.   | Dacia Buiucani    | 28 | 10 | 9 | 1 | 0  | 38 | 3  | +35 |
|  | 2.   | Saksan            | 23 | 10 | 7 | 2 | 1  | 38 | 8  | +30 |
|  | 3.   | Stăuceni          | 19 | 10 | 6 | 1 | 3  | 17 | 14 | +3  |
|  | 4.   | Victoria Chișinău | 12 | 10 | 5 | 0 | 5  | 21 | 20 | +1  |
|  | 5.   | Fălești           | 6  | 10 | 2 | 0 | 8  | 12 | 30 | -18 |
|  | 6.   | Florești          | 0  | 10 | 0 | 0 | 10 | 3  | 54 | -51 |

Legenda:
      Ammessa alla Super Liga 2025-2026.
 Ammesse ai play-off.
      Vincitore dei play-off e ammesso alla Super Liga 2025-2026.
Note:
Tre punti a vittoria, uno a pareggio, zero a sconfitta.

#### Risultati
|                   | Dac  | Fal  | Flo  | Sak  | Stă  | Vic  |
| ----------------- | ---- | ---- | ---- | ---- | ---- | ---- |
| Dacia Buiucani    | –––– | 6-0  | 4-0  | 3-0  | 1-0  | 4-0  |
| Falești           | 0-4  | –––– | 1-0  | 0-3  | 0-3  | 0-4  |
| Florești          | 0-3  | 1-9  | –––– | 0-3  | 0-3  | 0-5  |
| Saksan            | 2-2  | 2-0  | 19-0 | –––– | 3-1  | 2-0  |
| Stăuceni          | 0-6  | 2-1  | 3-1  | 1-1  | –––– | 3-1  |
| Victoria Chișinău | 1-5  | 5-1  | 4-1  | 1-3  | 0-1  | –––– |

### Gruppo 2

#### Classifica finale
|  | Pos. | Squadra             | Pt | G | V | N | P | GF | GS | DR  |
|  | ---- | ------------------- | -- | - | - | - | - | -- | -- | --- |
|  | 1.   | Sheriff Tiraspol B  | 16 | 7 | 5 | 1 | 1 | 22 | 5  | +17 |
|  | 2.   | Speranis Nisporeni  | 14 | 7 | 4 | 2 | 1 | 12 | 6  | +6  |
|  | 3.   | Univer Comrat       | 13 | 7 | 3 | 4 | 0 | 8  | 5  | +3  |
|  | 4.   | Iskra Rîbnița       | 10 | 7 | 2 | 4 | 1 | 8  | 7  | +1  |
|  | 5.   | Olimp Comrat        | 9  | 7 | 3 | 0 | 4 | 15 | 22 | -7  |
|  | 6.   | FCM Ungheni         | 9  | 7 | 2 | 3 | 2 | 14 | 14 | 0   |
|  | 7.   | Speranța Drochia    | 4  | 7 | 1 | 1 | 5 | 5  | 15 | -10 |
|  | 8.   | Vulturii Cutezători | 1  | 7 | 0 | 1 | 6 | 4  | 14 | -10 |

Legenda:
 Ammesse ai play-off.
      Retrocessa in Liga 2 2025-2026.
Note:
Tre punti a vittoria, uno a pareggio, zero a sconfitta.

#### Risultati
|                     | FCM  | Isk  | Oli  | She  | SpN  | SpD  | Uni  | Vul  |
| ------------------- | ---- | ---- | ---- | ---- | ---- | ---- | ---- | ---- |
| FCM Ungheni         | –––– | 2-2  | 2-4  | –––– | 1-1  | –––– | –––– | 2-1  |
| Iskra Rîbnița       | –––– | –––– | 3-2  | –––– | 1-1  | –––– | 0-0  | 1-0  |
| Olimp Comrat        | –––– | –––– | –––– | 1-7  | –––– | –––– | 2-3  | 2-1  |
| Sheriff Tiraspol B  | 5-2  | 1-0  | –––– | –––– | –––– | 5-0  | –––– | –––– |
| Speranis Nisporeni  | –––– | –––– | 5-2  | 1-0  | –––– | 2-1  | –––– | –––– |
| Speranța Drochia    | 0-3  | 1-1  | 1-2  | –––– | –––– | –––– | –––– | –––– |
| Univer Comrat       | 0-0  | –––– | –––– | 1-1  | 1-0  | 2-1  | –––– | –––– |
| Vulturii Cutezători | –––– | –––– | –––– | 0-3  | 0-2  | 0-1  | 1-1  | –––– |

## Play-off

### Primo turno
|                    | Risultati   |               | Luogo e data             |
| ------------------ | ----------- | ------------- | ------------------------ |
| Sheriff Tiraspol B | n/d         | FCM Ungheni   |                          |
| Speranis Nisporeni | 3 - 1       | Olimp Comrat  | Nisporeni, 7 maggio 2025 |
| Univer Comrat      | 2 - 3 (dts) | Iskra Rîbnița | Comrat, 7 maggio 2025    |

### Quarti di finale
|                   | Risultati   |                    | Luogo e data             |
| ----------------- | ----------- | ------------------ | ------------------------ |
| Saksan            | 4 - 0       | Iskra Rîbnița      | Chișinău, 16 maggio 2025 |
| Stăuceni          | 0 - 1       | Speranis Nisporeni | Stăuceni, 17 maggio 2025 |
| Victoria Chișinău | 3 - 1       | FCM Ungheni        | Chișinău, 17 maggio 2025 |
| Fălești           | 2 - 0 (dts) | Florești           | Fălești, 17 maggio 2025  |

### Semifinali
|                   | Risultati |                    | Luogo e data             |
| ----------------- | --------- | ------------------ | ------------------------ |
| Saksan            | 2 - 0     | Fălești            | Cricova, 21 maggio 2025  |
| Victoria Chișinău | 0 - 2     | Speranis Nisporeni | Chișinău, 21 maggio 2025 |

### Finale
|        | Risultati |                    | Luogo e data             |
| ------ | --------- | ------------------ | ------------------------ |
| Saksan | 4 - 0     | Speranis Nisporeni | Chișinău, 28 maggio 2025 |